# Salar de Uyuni
A Salar de Uyuni a világ legnagyobb kiterjedésű és egyben legmagasabban fekvő felszíni sómezeje. Sós mocsárként illetve sós sivatagként is meghatározható, mivel általában száraz, viszont időszakosan néhány cm-es vízréteg borítja. Bolíviában, az ország délnyugati részén, az Andok hegyvonulatai közötti medencében fekszik 10 582 km² (majdnem 18 Balatonnyi) területen, 3656 m-es tengerszint feletti magasságon.

## Kialakulása
A földtörténeti pleisztocén korban ezen a területen a gigantikus méretű Ballivián-tó hullámzott, mely a jelenlegi bolíviai Altiplano teljes területét beborította. Ennek kiszáradása után, mintegy 40 000 évvel ezelőtt jött létre a ma is létező Titicaca-tó és a prehisztorikus Minchin-tó. Utóbbinak további zsugorodása nyomán a területén két ma is létező sóstó, a Poopó-tó és az Uru-uru maradt vissza, valamint két időszakosan vékony vízréteggel borított sómező (sósmocsár, sós sivatag), az Uyuni és a Coipasa.

## Jellegzetességei

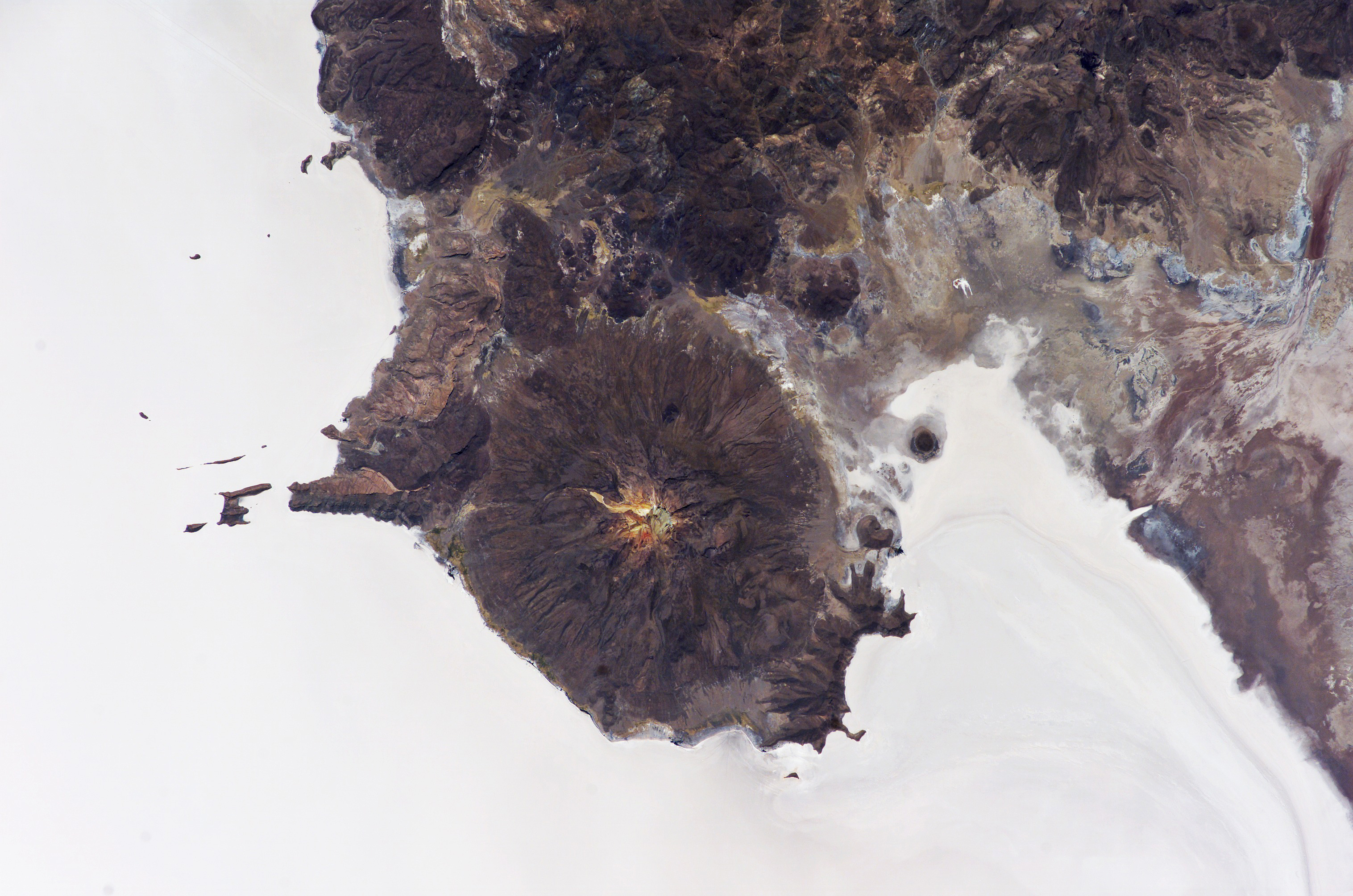
A Salar de Uyuni a Mount Tunupa tűzhányóval műholdfelvételen. A kép jobb alsó részén korábbi partvonalak rajzolódnak ki a sórétegen.

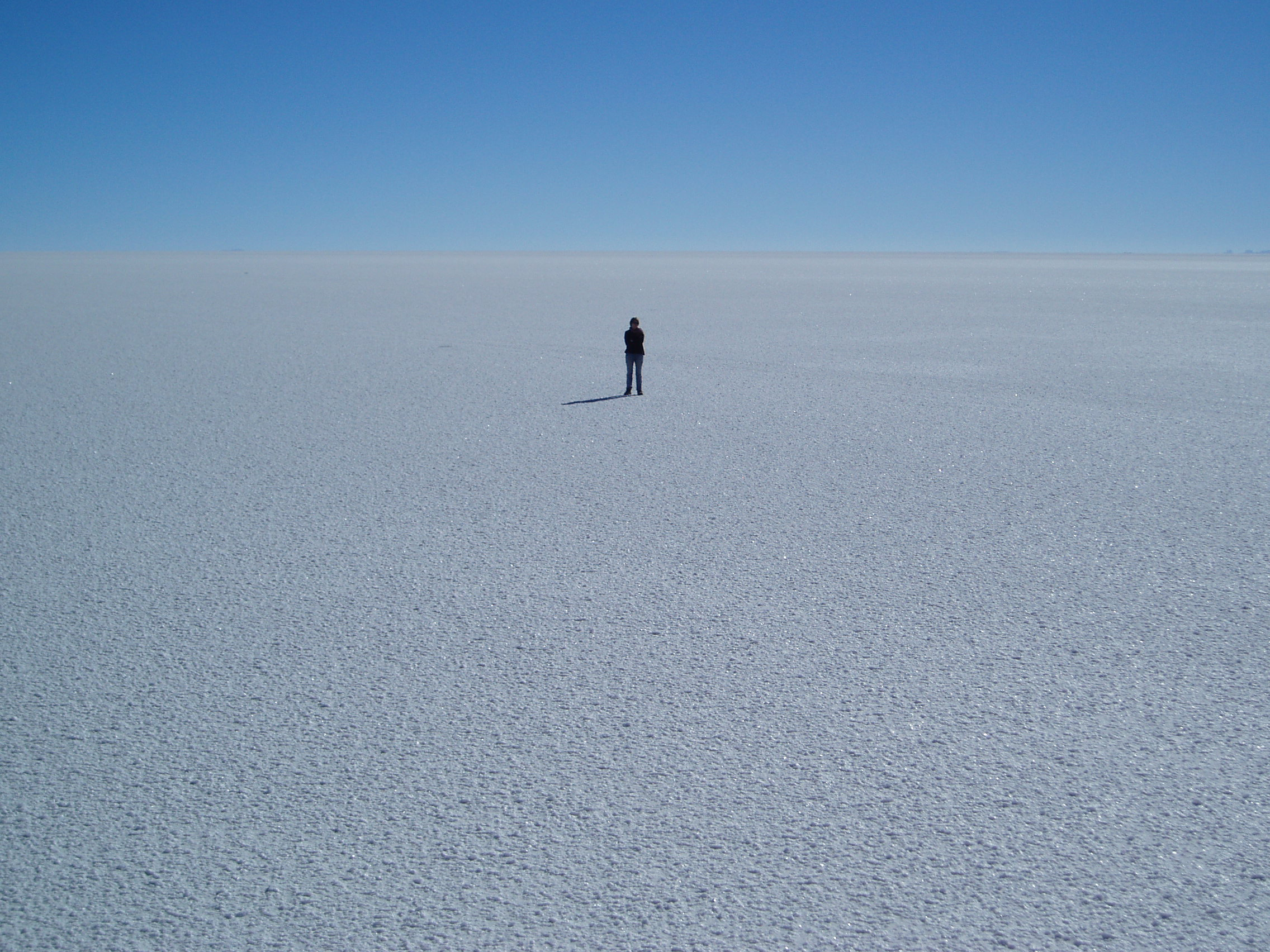
A Salar de Uyunin a száraz időszakban.

A terület időjárása igen száraz és nagyon szeles. A nappali hőmérséklet a 40 °C-ot is elérheti, a talaj hőmérséklete pedig a 60 °C-ot; ugyanakkor éjszaka −10 °C is lehet.
A talajt 11 rétegben és néhol 120 m vastagságban só borítja, ezen kívül gipsz fordul még elő. Az Uyuniban mintegy 64 milliárd tonna só halmozódott fel, amiből évente 25 ezer tonnát bányásznak ki. Ez a terület rejti a világ egyik legnagyobb lítiumkészletét.

## Nevezetességei, jelentősége
- Itt forgatták a Csillagok háborúja VIII: Az utolsó Jedik egyes részeit.[3]
- Isla del Pescado, a Halak szigete. Egykori korallsziget, nevét formájáról kapta. A szigeten kaktuszok élnek, melyek közül a legmagasabb, 12 méter magas példány korát 1200 évre becsülik.
- Gejzírek
- Tavacskák, például Laguna Colorada (Színes tavacska), Laguna Verde (Zöld tavacska). Ezekben a tavakban gazdag élővilág található, színüket a bennük élő algák határozzák meg.
- Természetalkotta termálvizes medencék
- Árbol de pedra („Kő-fa”) Az eróziós erők által fa formájúra alakított kőképződmény
- Sókitermelő és -feldolgozó telepek a terület szélén: északon Salinas de Garci Mendoza, északnyugaton Llica, délen Calcha.
- Minden év novemberében flamingók költenek a sósmocsár területén.
- A terület felszíne még az óceánoknál is jobb kalibrációs terep a távérzékelő műholdas rendszerek számára (ICESat, GPS), mivel nagy a kiterjedése, minimálisak rajta a szintkülönbségek, sima a felülete és különösen abban az időszakban, amikor sekély víz borítja, jó a felület fényvisszaverő-képessége.